# Liste de clochers-murs de l'Ariège
Cet article recense des édifices religieux de l'Ariège, en France, munis d'un clocher-mur. Elle est non exhaustive.

## Liste
| Édifice                                              | Commune                  | Notes             | Coordonnées                      | Photo |
| ---------------------------------------------------- | ------------------------ | ----------------- | -------------------------------- | ----- |
| Église Saint-Étienne                                 | Aigues-Vives             |                   | 42° 59′ 47″ nord, 1° 52′ 30″ est |       |
| Église Saint-Julien                                  | Aleu                     |                   | 42° 53′ 35″ nord, 1° 15′ 56″ est |       |
| Église Saint-Sabin                                   | Aleu                     |                   | 42° 54′ 20″ nord, 1° 15′ 03″ est |       |
| Chapelle Saint-Roch                                  | Alos                     |                   | 42° 54′ 46″ nord, 1° 08′ 43″ est |       |
| Église Notre-Dame-de-l'Assomption                    | Alos                     |                   | 42° 54′ 30″ nord, 1° 08′ 42″ est |       |
| Église Saint-Martin                                  | Antras                   |                   | 42° 52′ 59″ nord, 0° 56′ 33″ est |       |
| Église Saint-Pierre                                  | Argein                   |                   | 42° 55′ 56″ nord, 0° 59′ 34″ est |       |
| Église Saint-Pierre                                  | Arignac                  |                   | 42° 52′ 17″ nord, 1° 36′ 11″ est |       |
| Église Saint-Pierre                                  | Arnave                   |                   | 42° 51′ 13″ nord, 1° 38′ 52″ est |       |
| Église Saint-Michel                                  | Arrien-en-Bethmale       |                   | 42° 53′ 49″ nord, 1° 02′ 29″ est |       |
| Église Saint-Pierre                                  | Arrout                   |                   | 42° 56′ 42″ nord, 1° 01′ 40″ est |       |
| Église Saint-Just                                    | Artigues                 |                   | 42° 43′ 04″ nord, 2° 04′ 07″ est |       |
| Église Saint-Vincent-et-Saint-Martial                | Arvigna                  |                   | 43° 03′ 34″ nord, 1° 43′ 54″ est |       |
| Église Saint-Simon-et-Saint-Jude                     | Ascou                    |                   | 42° 43′ 17″ nord, 1° 51′ 44″ est |       |
| Église Saint-Sabin                                   | Aucazein                 |                   | 42° 56′ 11″ nord, 0° 58′ 33″ est |       |
| Église Notre-Dame-de-Tramesaygues                    | Audressein               | Classé MH (1990)  | 42° 55′ 48″ nord, 1° 01′ 26″ est |       |
| Église Saint-André                                   | La Bastide-de-Bousignac  | Inscrit MH (1964) | 43° 03′ 15″ nord, 1° 53′ 09″ est |       |
| Église Saint-Étienne                                 | La Bastide-de-Lordat     |                   | 43° 08′ 41″ nord, 1° 42′ 48″ est |       |
| Église Notre-Dame-de-l'Assomption                    | La Bastide-de-Sérou      |                   | 43° 01′ 00″ nord, 1° 23′ 11″ est |       |
| Église Notre-Dame-de-la-Nativité-de-la-Sainte-Vierge | La Bastide-de-Sérou      | Inscrit MH (1992) | 43° 01′ 15″ nord, 1° 27′ 44″ est |       |
| Église Saint-Jean-Baptiste                           | La Bastide-de-Sérou      |                   | 43° 00′ 46″ nord, 1° 25′ 39″ est |       |
| Église Saint-Pierre-aux-Liens                        | La Bastide-de-Sérou      |                   | 43° 02′ 03″ nord, 1° 25′ 15″ est |       |
| Église Saint-Michel                                  | Bethmale                 | Inscrit MH (1950) | 42° 53′ 13″ nord, 1° 03′ 36″ est |       |
| Église Saint-Pierre                                  | Bordes-Uchentein         | Classé MH (1910)  | 42° 54′ 08″ nord, 1° 01′ 43″ est |       |
| Église Saint-Étienne                                 | Bordes-Uchentein         | Classé MH (1995)  | 42° 53′ 16″ nord, 1° 00′ 03″ est |       |
| Porte du village                                     | Camon                    |                   | 43° 01′ 18″ nord, 1° 58′ 02″ est |       |
| Église Notre-Dame                                    | Carla-Bayle              |                   | 43° 09′ 03″ nord, 1° 23′ 34″ est |       |
| Chapelle du Calvaire                                 | Castillon-en-Couserans   | Classé MH (1906)  | 42° 55′ 13″ nord, 1° 02′ 02″ est |       |
| Église Notre-Dame de Salau                           | Couflens                 | Classé MH (1911)  | 42° 45′ 30″ nord, 1° 11′ 21″ est |       |
| Église Saint-Michel                                  | Engomer                  | Inscrit MH (1995) | 42° 56′ 29″ nord, 1° 03′ 18″ est |       |
| Église Notre-Dame-de-l'Assomption                    | Fabas                    | Inscrit MH (1950) | 43° 06′ 28″ nord, 1° 06′ 19″ est |       |
| Église Saint-Barthélemy du Fossat                    | Le Fossat                | Inscrit MH (1926) | 43° 10′ 29″ nord, 1° 24′ 28″ est |       |
| Église Saint-Laurent                                 | Gabre                    | Inscrit MH (1995) | 43° 04′ 29″ nord, 1° 24′ 59″ est |       |
| Église de la Sainte-Trinité                          | Gourbit                  |                   | 42° 50′ 37″ nord, 1° 31′ 53″ est |       |
| Église de la Nativité-de-la-Vierge                   | Lagarde                  |                   | 43° 02′ 58″ nord, 1° 56′ 07″ est |       |
| Église Saint-Jean-Baptiste                           | Lapenne                  | Classé MH (1921)  | 43° 08′ 46″ nord, 1° 45′ 01″ est |       |
| Église Notre-Dame-de-l'Assomption                    | Lordat                   |                   | 42° 46′ 33″ nord, 1° 45′ 05″ est |       |
| Église Saint-Jean-Baptiste                           | Mérigon                  | Inscrit MH (1950) | 43° 05′ 18″ nord, 1° 11′ 38″ est |       |
| Église Saint-Pierre                                  | Montgauch                | Classé MH (1962)  | 43° 00′ 00″ nord, 1° 04′ 31″ est |       |
| Église Saint-Vincent                                 | Péreille                 | Inscrit MH (1995) | 42° 56′ 18″ nord, 1° 48′ 02″ est |       |
| Chapelle Saint-Maur                                  | Prat-Bonrepaux           |                   | 43° 01′ 56″ nord, 1° 00′ 06″ est |       |
| Église Sainte-Madeleine                              | Prat-Bonrepaux           |                   | 43° 02′ 23″ nord, 1° 01′ 57″ est |       |
| Église Sainte-Madeleine                              | Prat-Bonrepaux           |                   | 43° 01′ 42″ nord, 1° 01′ 22″ est |       |
| Église Saint-Blaise des Pujols                       | Les Pujols               | Inscrit MH (1925) | 43° 05′ 18″ nord, 1° 43′ 08″ est |       |
| Église Sainte-Anne                                   | Sabarat                  | Inscrit MH (1944) | 43° 05′ 55″ nord, 1° 23′ 31″ est |       |
| Église Saint-Amator                                  | Saint-Amadou             |                   | 43° 06′ 39″ nord, 1° 43′ 22″ est |       |
| Église Saint-Félix                                   | Saint-Félix-de-Tournegat | Classé MH (1996)  | 43° 07′ 52″ nord, 1° 44′ 52″ est |       |
| Église Saint-Jean-Baptiste                           | Saint-Jean-de-Verges     | Classé MH (1907)  | 43° 00′ 47″ nord, 1° 36′ 37″ est |       |
| Chapelle Sainte-Foy                                  | Sainte-Foi               | Inscrit MH (1995) | 43° 07′ 31″ nord, 1° 55′ 01″ est |       |
| Église Sainte-Suzanne                                | Sainte-Suzanne           | Classé MH (1989)  | 43° 12′ 36″ nord, 1° 23′ 12″ est |       |
| Église Saint-Étienne                                 | Seix                     | Inscrit MH (2014) | 42° 51′ 50″ nord, 1° 12′ 04″ est |       |
| Église Saint-Just-et-Saint-Pasteur                   | Sorgeat                  |                   | 42° 43′ 47″ nord, 1° 51′ 00″ est |       |
| Église Saint-Nicolas                                 | Surba                    | Inscrit MH (1977) | 42° 51′ 30″ nord, 1° 34′ 42″ est |       |
| Église Saint-Jean-l'Évangéliste                      | Teilhet                  | Inscrit MH (1955) | 43° 05′ 33″ nord, 1° 46′ 45″ est |       |
| Église Saint-Pierre-et-Saint-Paul                    | Urs                      | Inscrit MH (1965) | 42° 46′ 28″ nord, 1° 44′ 03″ est |       |
| Église Saint-Blaise                                  | Verdun                   | Classé MH (1910)  | 42° 47′ 47″ nord, 1° 41′ 14″ est |       |
| Église de l'Assomption                               | Vernajoul                | Inscrit MH (1979) | 42° 59′ 07″ nord, 1° 36′ 20″ est |       |
| Église Sainte-Marthe                                 | Vernaux                  | Classé MH (1910)  | 42° 46′ 13″ nord, 1° 45′ 20″ est |       |
| Église Saint-Martin                                  | Villeneuve-du-Latou      | Classé MH (1932)  | 43° 12′ 10″ nord, 1° 26′ 00″ est |       |